# 고성 옥천사 청련암 목조관음보살좌상
고성 옥천사 청련암 목조관음보살좌상(固城 玉泉寺 靑蓮庵 木造觀音菩薩坐像)은 대한민국 경상남도 고성군 개천면, 옥천사에 있는 불상이다. 2018년 6월 21일 경상남도의 유형문화재 제631호로 지정되었다.

## 지정 사유
고성 옥천사 청련암 목조관음보살좌상은 원래 옥천사 청련암에 봉안되어 있었으나 현재는 옥천사박물관에 보관 중이다. 높이 48.5cm로 규격이 크지 않으나 비례, 착의법 등에서 조선후기 불상의 전형적인 특징을 보이고 있다. 이목구비, 세부 옷주름, 측면의 두꺼운 양감 표현 등에서는 희장계 조각승과 관련된 작품일 가능성이 높다. 따라서 조선후기 불상의 일반적인 특징 및 경상도를 중심으로 활동한 희장 계보 연구에 자료적 가치가 높은 자료이다.

## 참고 문헌
- 고성 옥천사 청련암 목조관음보살좌상 - 국가유산청 국가유산포털